# Disposizione fiduciaria
La disposizione fiduciaria, detta anche fiducia testamentaria, è una disposizione contenuta in un testamento con la quale il de cuius dispone di cedere i propri beni ad un soggetto, con l'obbligo per questo di trasferirli successivamente ad altra persona (già indicata dal testatore, o la cui libera scelta spetta all'apparente beneficiato).
Il legislatore prevede un divieto di adire in giudizio per accertare l'esistenza di tale trasferimento apparente. Tale azione è ammessa qualora il beneficiario sia un incapace. 
Se l'interposta persona decidesse di eseguire il trasferimento del bene, non potrà più richiederne la ripetizione, salvo che per incapacità dello stesso.